# 藝穗會

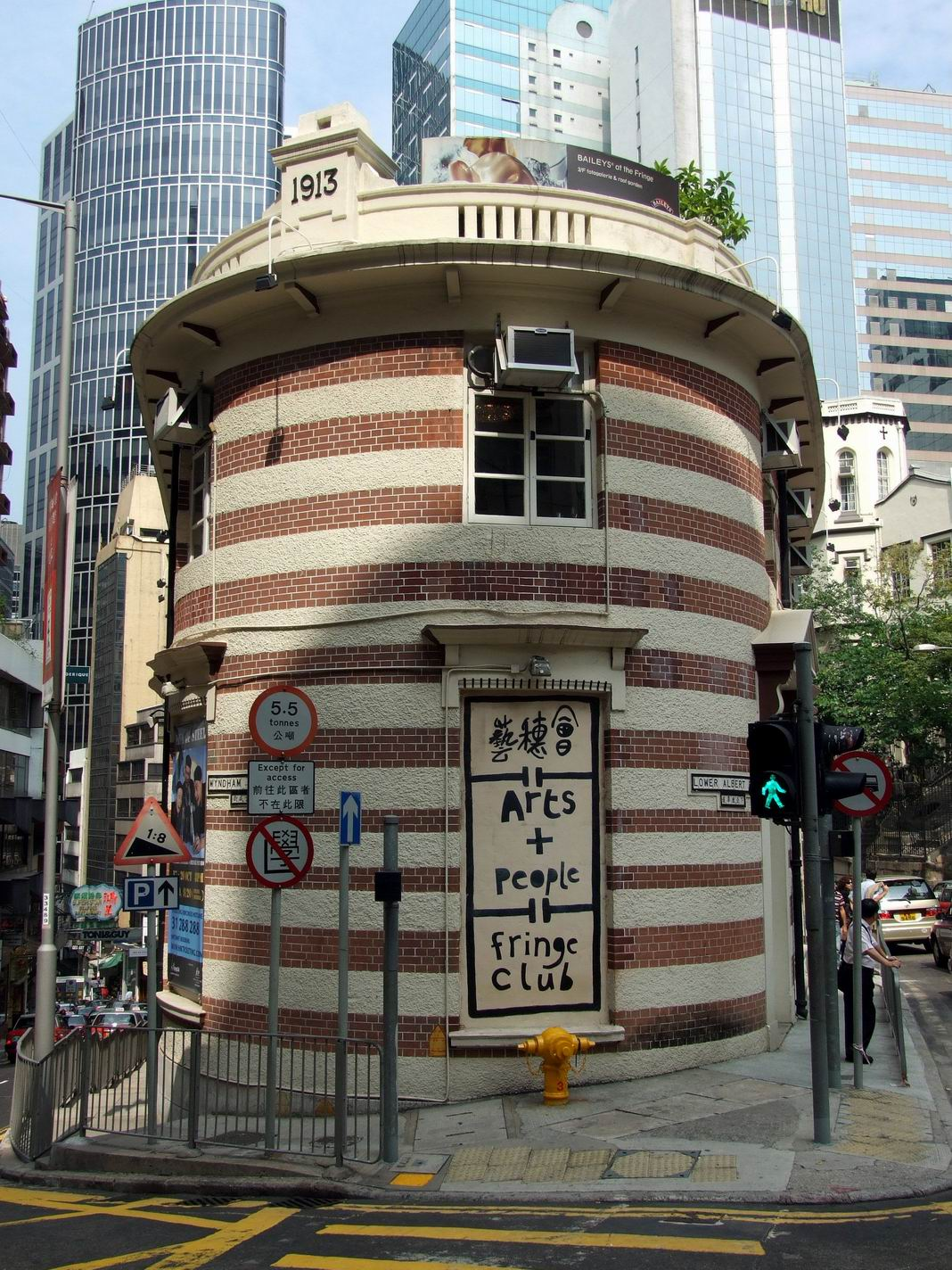
藝穗會

藝穗會（英語：The Fringe Club）是香港推廣藝術創作的非牟利機構及慈善團體，收入大部分來自場中的酒吧、餐廳及不同機構的贊助，其餘的則來自租借表演場地的費用、藝穗會會費、展覽的分帳及政府資助。成立於1983年，提供更大的空間給香港本地藝術家創作，亦給予技術支援及協助推廣其作品。
會址位於中環下亞厘畢道和雲咸街交界，近雪廠街南，稱為舊牛奶公司倉庫，並已被列為香港一級歷史建築。
直至現在，藝穗會共製作了28個藝術節，在15個城市進行了62次外地文化交流，主持了67次藝術從業人員駐場計劃，舉辦了1,400個展覽、8,150場舞台演出、1,900場音樂會和3,230次社區外展活動，包括於2010年上海世博演出、策展2011年第五十四屆威尼斯雙年展香港館等。

## 場地
藝穗會可供表演或展覽的場地包括賽馬會劇場、地下劇場、Colette's、冰庫、奶庫、陳麗玲畫廊及九號館。

## 駐場藝團
曾駐場的藝團有「天台畫室」、「藝穗默劇實驗室」及「樂天陶社」等。

## 乙城節
「香港藝穗節」（Hong Kong Festival Fringe Ltd）於1983年成立，參照愛丁堡藝穗節（Edingburgh Fringe Festival），本著開放及創作自由的原則，致力為從事不同藝術形式的本地及外來藝術家，營造在香港和海外展示作品的環境，並積極為他們與香港文化之間建立溝通的管道。1997年回歸前後，香港身份轉變，城市的未來發展方向呈多種可能，藝穗節於1999年更名「乙城節」（City Festival），重新定位致力推動城市文化，關注「我城」和「他城」，除了音樂、舞蹈、戲劇、視覺藝術，更探索所有與城市生活相關的課題，如城市規劃等，是唯一以都市文化為主題的藝術節。
2011年，乙城節以「牆不了的藝術節」作為新理念，把傳統密集式的藝術節貫穿全年舉行，提倡藝術融入日常生活、創作和發表自由，及藝術發生不受時間、空間的限制，以此呼應被科技催化的社會變遷，探討藝術與觀眾的關係、欣賞藝術的方式、城市人生活方式的深刻轉變。

## 會址
藝穗會會址乃一幢歷史建築物，坐落香港最繁盛的中區。這座於十九世紀末興建，以磚塊砌成，樓高三層的大樓，是極少數可以保存至今的建築物之一。大樓興建時，它的設計可作多種用途，包括工業、商業及住宅等方面；因此，大樓的建築是非常獨特的，不但反映它原先作多功能用途的目標，還煥發殖民地時期的懷舊色彩。
藝穗會於1984年接管這座大樓時，樓房已歷久失修，破爛及漏水，藝穗會創辦人謝俊興與一群熱心的義工和裝修工人，合力在短短四星期內，把被棄置十多年的冰房重新整理，變身成為今日的藝穗會。起初，藝穗會在沒有固定租約的情況下，經營了五年，後來與政府簽約。藝穗會經過多年不同階段的維修，將這座大樓好好保存下來，做出一番新面貌。除令它逃過發展商的斧鑿外，還賦予它新生命。今天，藝穗會已被公認為香港以至亞太區一個充滿活力動感的當代藝術空間，成為有價值地重用被棄置的建築物，及令頹敗的社區恢復生氣的成功例子。

## 大樓歷史
1892年建成的舊牛奶公司倉庫原為冰窖，舊倉庫的面積只有現時倉庫的一半（南座）。1896年，牛奶公司將總部搬至主倉庫，其後陸續加入屠場、餡餅生產工場、牛奶分銷中心、零售冰粒雪庫、副食品工場及鍋爐間等設備。1913年，公司將倉庫翻新成為總經理住所。日佔時期（1941-1945）倉庫曾經被日軍掠奪一空。這裡至1970年代仍為牛奶公司總部。1982年，香港外國記者會進駐舊北座，兩年後政府亦將南座租予藝穗會使用。
2024年藝穗會租約期滿，2023年8月文化體育及旅遊局邀請非牟利機構提交建議書，由2024年4月1日起營運、管理、保養及發展此大樓，作為文化藝術用途，為期三年。
2023年12月28日政府公布接納由香港藝穗節有限公司提出的建議書，於2024年4月1起繼續營運位於中環下亞厘畢道二號南座處所、即現時藝穗會，作文化藝術用途，為期3年。

## 活動
直至現在，藝穗會共製作了28個藝術節，籌辦了24場劇場，舞蹈及實景原創演出。
在15個城市進行了68次外地文化交流，主持了100次藝術從業人員駐場計劃，舉辦了逾1,600個展覽、9,000場舞台演出、3,000場音樂會、3,300次社區外展活動和一系列的海外交流，包括於2010年上海世博會演出及策展、2011年第54屆威尼斯雙年展香港館策展、2012及2014台北香港週、照亮香港在檳城2014及照亮香港在新加坡2007及2015。

## 流行文化
1983年香港男歌手許冠傑的粵語流行曲《風中趕路人》的音樂影片曾於藝穗會外取景。

## 相關
- 乙城節（藝穗節）
- 牛奶公司
- 香港賽馬會贊助
- 香港外國記者會

## 外部連結
- 藝穗會 （页面存档备份，存于）